# Campoletis rostrata
Campoletis rostrata là một loài tò vò trong họ Ichneumonidae.